# 婦中鵜坂站
婦中鵜坂站 （日语：／ Fuchū-Usaka eki */?）是隸屬於西日本旅客鐵道（JR西日本）高山本線的鐵路車站，座落於富山縣富山市，是高山本線內最新建的通勤車站，現時只停靠普通列車。開站初期為全年使用的「臨時站」，2014年才昇格為正式車站。

## 開站背景
本站的設立，是由於當年富山市提倡「高山本線活性化事業」，希望可以鼓勵更多人使用鐵路，因此於2006-2011年期間推行一項名為「JR高山本線活性化社會實驗」的計劃，首先是把把富山～越中八尾間及富山～豬谷間的區間車數目增加至每小時最少有1班，另延長由富山開往豬谷的尾班車，使到達豬谷站的時間可超越午夜。至於第2階段，則是在富山創新公園（富山イノベーションパーク）旁的空地上，興建1座為期三年的臨時車站這就是本站的由來。
對比一般的請願站，所有興建費用都由提出的自治體承擔，本站的興建費及一切路軌設備改造費用皆由JR西日本承擔，條件是：富山市必須確保這三年內，每天平均使用人數必須超過150人，否則實驗期完結後，JR西日本可以決定是否仍然繼續保留。結果，三年後本站的使用量和JR西日本所提出的要求十分接近，但仍未達標，為此，JR西日本繼續讓車站運作，但仍然維持為臨時站，直至及後的兩個年度終於到達了150人的門檻，最終JR西日本於2013年11月向國土交通省北陸信越運輸局提出把車站變為正式車站，獲批准後，隨2014年時間表改正時，正式本站昇格為常設車站。

## 車站結構
因採用簡易車站模式運作，因此不設站房。從路面沿樓梯或無障礙斜道進入後便直接到達月台部份。由於車站只與小路連接，因此車站配套並不如其他車站般完善，有蓋單車停泊處距離車站入口約60米，亦不設洗手間。

### 月台配置
設有1座長70米的側式月台，以鋼架及鋼板所搭成，有效長度為4輛（Kiha120形）或3輛（Kiha40形）。月台上的配套十分簡單，只在接近出入口的部份加設了有蓋候車亭，坐椅也是待車站昇格後才設置的。列車進站時，往豬谷方向為左側上落，往富山方向則為右側上落。
| 路線      | 方向 | 目的地                   | 備註 |
| --------- | ---- | ------------------------ | ---- |
| ■高山本線 | 上行 | 速星、越中八尾、豬谷方向 |      |
| ■高山本線 | 下行 | 富山方向                 |      |

## 歷史
- 2008年3月15日：開業，為全年停車的「臨時站」[4]
- 2010年12月1日：富山市提出本站常設化的意願[5]。
- 2011年：「高山本線活性化社會實驗」完結，本站獲得保留，但仍然為「臨時站」。
- 2013年：

- 11月1日：JR西日本向北陸信越運輸局提出車站常設化申請。
- 11月13日：北陸信越運輸局批准車站常設化。

- 2014年3月15日：昇格為常設站[8]。
- 2015年4月：增設候車座椅[9]。

## 利用人數
| 年度 | 1日平均上落人數 | 出處        |
| ---- | --------------- | ----------- |
| 2008 | 96              | [ 統計 1 ]  |
| 2009 | 141             | [ 統計 1 ]  |
| 2010 | 173             | [ 統計 1 ]  |
| 2011 | 149             | [ 統計 1 ]  |
| 2012 | 140             | [ 統計 1 ]  |
| 2013 | 160             | [ 統計 2 ]  |
| 2014 | 163             | [ 統計 3 ]  |
| 2015 | 193             | [ 統計 4 ]  |
| 2016 | 183             | [ 統計 5 ]  |
| 2017 | 204             | [ 統計 6 ]  |
| 2018 | 222             | [ 統計 7 ]  |
| 2019 | 243             | [ 統計 8 ]  |
| 2020 | 191             | [ 統計 9 ]  |
| 2021 | 219             | [ 統計 10 ] |
| 2022 | 239             | [ 統計 11 ] |
| 2023 | 265             | [ 統計 12 ] |

## 相鄰車站
西日本旅客鐵道
■高山本線
■特急「飛驒」
通過
■普通列車
速星 － 婦中鵜坂 － 西富山

### 統計資料
1. ↑  富山縣統計年鑑，第10章，項目2。
2. ↑  富山縣統計年鑑 （页面存档备份，存于），第10章，項目10-2。
3. ↑  10運輸及び通信 （页面存档备份，存于），第11回 富山市統計書：第144頁。
4. ↑  10運輸及び通信 （页面存档备份，存于），第12回 富山市統計書：第144頁。
5. ↑  10運輸及び通信 （页面存档备份，存于），第13回 富山市統計書：第144頁。
6. ↑  10運輸及び通信 （页面存档备份，存于），第14回 富山市統計書：第144頁。
7. ↑  10運輸及び通信 （页面存档备份，存于），第15回 富山市統計書：第128頁。
8. ↑  10運輸及び通信 （页面存档备份，存于），第16回 富山市統計書：第128頁。
9. ↑  10運輸及び通信，第17回 富山市統計書：第126頁。
10. ↑  10運輸及び通信 （页面存档备份，存于），第18回 富山市統計書：第126頁。
11. ↑  10運輸及び通信，第19回 富山市統計書：第138頁。
12. ↑  10運輸及び通信 （页面存档备份，存于），第20回 富山市統計書：第138頁。

## 外部連結
- JR西日本婦中鵜坂站公式網頁 （页面存档备份，存于）